# LazyBaby
«LazyBaby» es una canción grabada por la cantante y compositora estadounidense Dove Cameron, lanzada por Disruptor y Columbia Records el 2 de abril de 2021. Cameron basó la canción en la ruptura de una relación romántica, pero la etiquetó como una «canción revolucionaria» en lugar de una canción de ruptura.

## Lanzamiento y composición
Hablando sobre la coescritura de la canción con Jonas Jeberg, Marcus Lomax y Melanie Joy Fontana, le gustó que la canción pudiera incorporar numerosas experiencias. Ella sintió que hace que «LazyBaby» sea identificable, ya que es una mezcla de los sentimientos de las personas, que se unieron para formar una «narrativa común». Cameron afirmó que «LazyBaby» se basa en su ruptura con su exnovio Thomas Doherty, ya que ella «sabía que tenía que escribir una canción al respecto" y reconocerlo, ya que siempre aborda sus experiencias personales a través de la música. Cameron opinó que «LazyBaby» no es una canción de ruptura, sino que es una «canción revolucionaria». Explicó que no es una canción odiosa ni maliciosa, y que hay «un guiño dentro de cada letra». Hablando del contenido lírico, Cameron dijo que se trata de seguir amando a alguien, pero elegir terminar la relación para «ponerte a ti mismo primero» y «darte todo el amor que les has estado dando». Cameron señaló que escribir una canción como «LazyBaby» era importante para su salud mental. Explicó que necesitaba una canción que la ayudara a no «colapsar en un montón de nada». Cameron describió «LazyBaby» como una canción divertida, ya que reformula la angustia de una manera que ayuda a la gente a sobrellevarla. Lo lanzó con la intención de traer «alegría» y música que «se siente eufórica». La canción es una mezcla entre los géneros disco y pop, y ha sido comparada con el trabajo de Dua Lipa.
Cameron insinuó el lanzamiento de la canción con varias publicaciones en las redes sociales antes de su lanzamiento. El 25 de febrero de 2021, Cameron presentó una transmisión en vivo de Instagram, donde mostró un fragmento de la canción a los espectadores. La canción fue descrita por Glamour como «un himno divertido sobre recuperarse después de la angustia». El lanzamiento de «LazyBaby» fue descrito por Gay Times como el «gran regreso» de Cameron a la música, ya que actúa como el sencillo principal de su próximo proyecto. Cameron sintió que con el lanzamiento de «LazyBaby», estaba marcando un punto en su carrera musical en el que estaba lanzando música «fuerte, antémica y liberadora», al tiempo que se basaba en experiencias personales y su pasado. Explicó que debido a las tragedias en sus primeros años, no le gustan las canciones tristes. Por lo tanto, no quiso lanzar una canción triste ya que sintió que experimentó suficiente «oscuridad». La canción fue lanzada el 2 de abril de 2021, con un video musical de acompañamiento dirigido por Jasper Soloff.

## Créditos y personal
Créditos adaptados de Spotify.
- Dove Cameron - voz, composición
- Jonas Jeberg - composición, producción
- Marcus Lomax - composición de canciones
- Melanie Joy Fontana - composición de canciones

## Posicionamiento en listas
| Listas (2021)                  | Mejor posición |
| ------------------------------ | -------------- |
| New Zealand Hot Singles (RMNZ) | 32             |

## Historial de lanzamiento
| Región | Fecha              | Formato                    | Discográfica                           | Ref.   |
| ------ | ------------------ | -------------------------- | -------------------------------------- | ------ |
| Varios | 2 de abril de 2021 | Descarga digital Streaming | - Disruptor Records - Columbia Records | [ 11 ] |